# Zona tropical
|  | Per a altres significats, vegeu «Tropical (desambiguació)». |

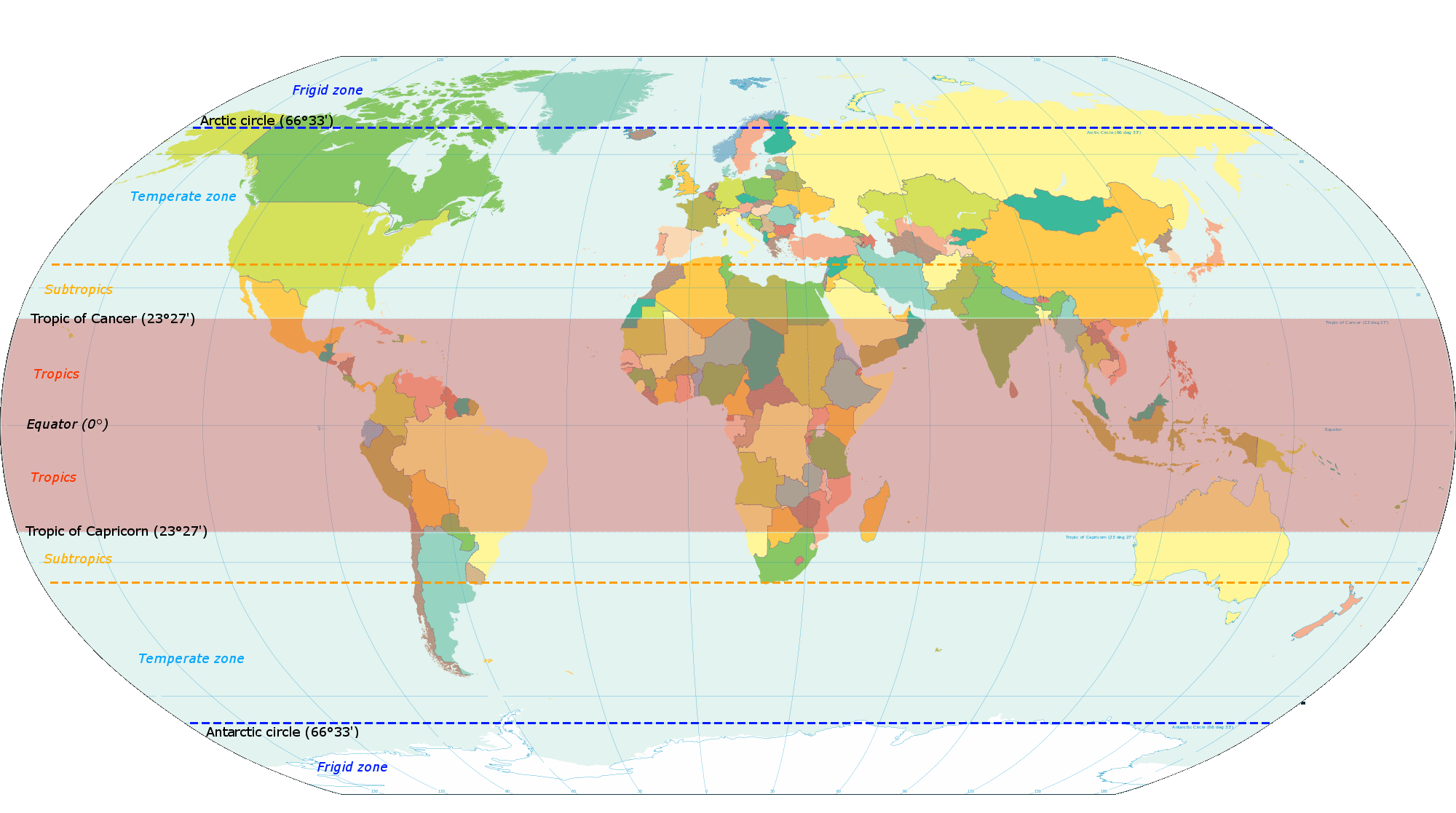
Mapa mundial amb la zona intertropical destacada en carmesí

Zones del món amb climes tropicals.

Els tròpics són la regió de la Terra que envolta l'Equador. Estan delimitats en latitud pel Tròpic de Càncer a l'Hemisferi Nord a 23°26′12.1″ N i pel Tròpic de Capricorn a l'Hemisferi Sud a 23°26′12.1″ S. Aquestes latituds corresponen a la inclinació axial de la Terra. Els tròpics també es coneixen com a zona tropical i zona torrida (vegeu zona climàtica). Els tròpics inclouen totes les àrees de la Terra on el Sol contacta amb el zenit almenys una vegada durant l'any solar (que és un punt subsolar), de manera que la latitud dels tròpics és aproximadament igual a l'angle de la inclinació axial de la Terra.
Pel que fa al clima, els tròpics reben llum solar que és més directa que la resta de la Terra i generalment són més càlids i més humits. La paraula "tropical" es refereix a vegades a aquest tipus de clima i no a la zona geogràfica. La zona tropical inclou deserts i muntanyes nevades, que no són tropicals en sentit climàtic. Els tròpics es distingeixen de les altres regions climàtiques i biomàtiques de la Terra, que són les latituds mitjanes i les regions polars a banda i banda de la zona equatorial.
Els tròpics comprenen el 40% de la superfície terrestre i contenen el 36% de la superfície de massa de terra. A 2014, la regió acollia el 40% de la població mundial i es va projectar que aquesta xifra arribaria al 50% el 2050

## Etimologia
"Tropics" deriva de "gir", sobretot el tombant de la temporada en solstici. A cada solstici, un tròpic o l'altre s'enfronta directament al sol a mesura que gira la Terra. "Zona" deriva de "cinturó", i la zona tropical és com un cinturó al voltant del centre del planeta.

## Estacions i clima

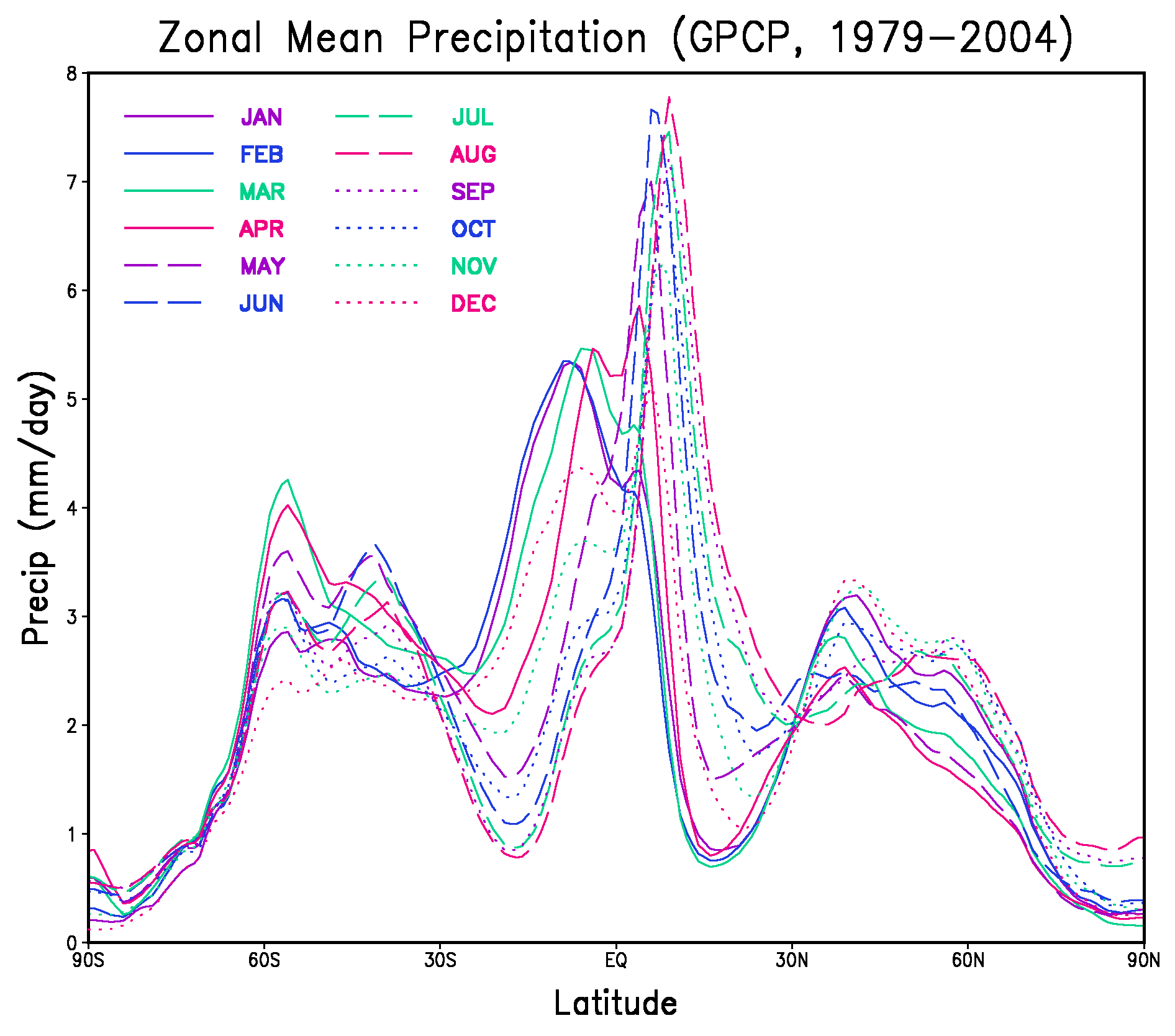
Gràfic que mostra la precipitació mensual mitjana per una zona. Els tròpics reben més precipitacions que les latituds superiors. El màxim de precipitacions, que segueix l'equador solar durant l'any, es troba sota la branca creixent de la circulació de Hadley. Els mínims subtropicals es troben sota la branca descendent i causen les zones desèrtiques.

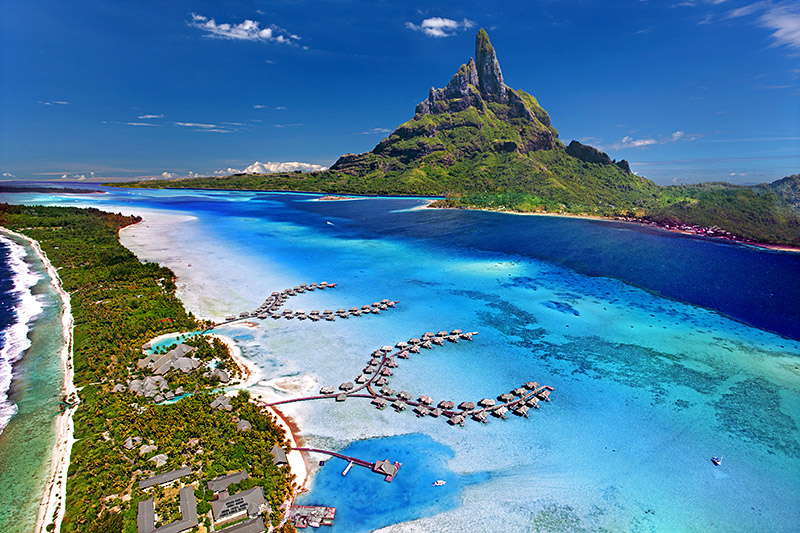
Vista aèria de Bora Bora, Polinèsia Francesa

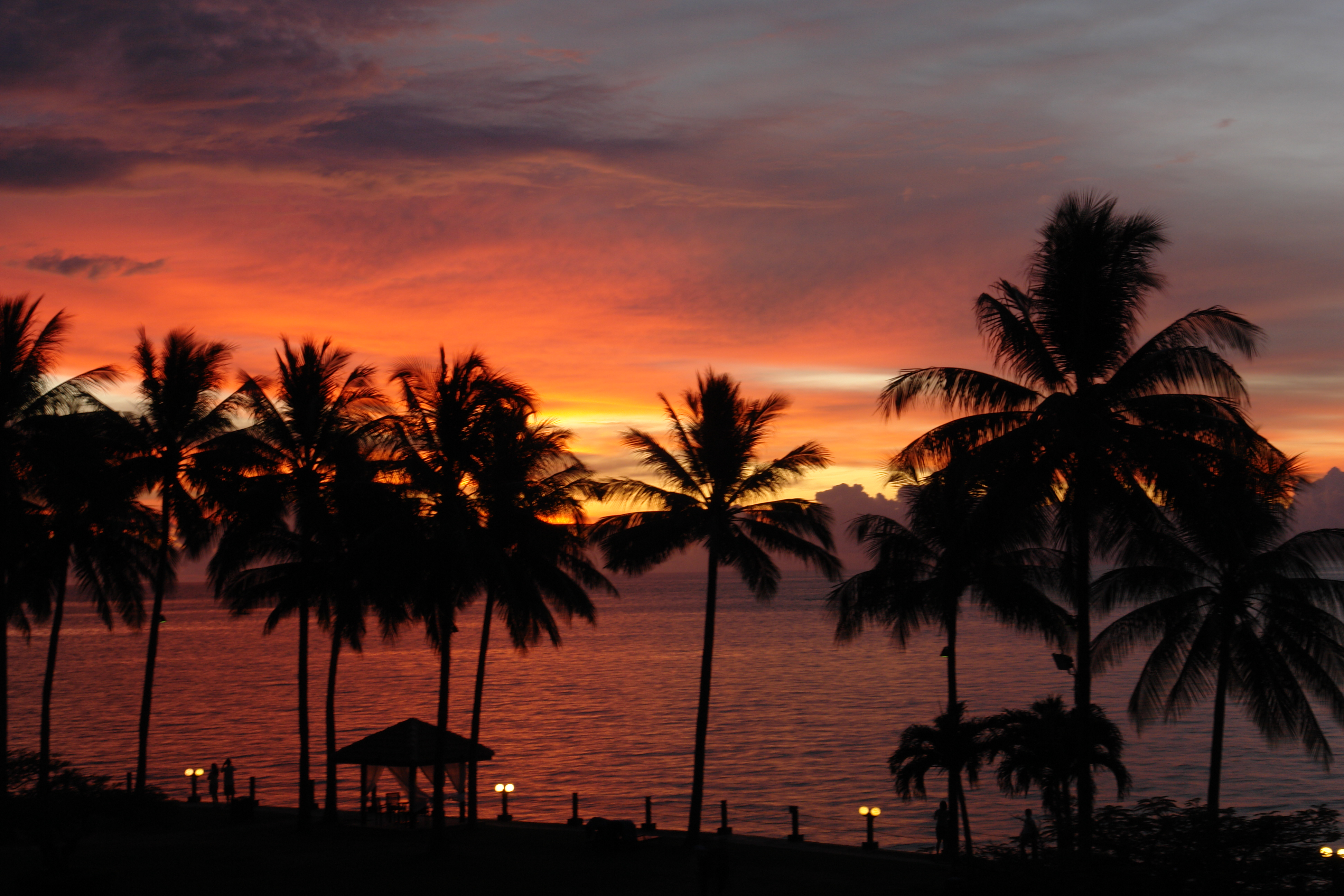
Capvespre tropical sobre el mar a Kota Kinabalu, Malàisia

De vegades, "tropical" s'utilitza en un sentit genèric per a un clima tropical per significar calor durant tot l'any càlid i humit, sovint amb vegetació exuberant.
Moltes zones tropicals tenen una temporada seca i humida. L'època humida, la temporada de pluges, o la temporada verda és l'època de l'any, que varia des d'un o més mesos, quan cau la major part de la pluja mitjana anual d'una regió. Les zones amb estacions humides es distribueixen per parts del tròpic i subtropics. Sota la classificació climàtica de Köppen, per als climes tropicals, es defineix un mes de temporada humida com un mes on la precipitació mitjana és de 60 mil·limetres (2.4 in) o més. Les selves tropicals no tenen cap època seca ni humida, ja que les seves precipitacions es distribueixen de manera equitativa durant tot l'any. Algunes zones amb pluges pronunciades veuen un trencament de la mateixa durant la meitat de la temporada, quan la zona de convergència intertropical o la de depressió monsònica es mou a la seva ubicació durant la meitat de la temporada càlida. La vegetació típica d'aquestes zones va des de boscos tropicals humits fins a sabanes.
Quan es produeix l'estació humida durant l'estació càlida o l'estiu, les precipitacions cauen principalment a la tarda i a les primeres hores de la nit. L'època humida és un moment en què la contaminació atmosfèrica baixa, la qualitat de l'aigua dolça millora, i la vegetació creix significativament, donant lloc a rendiments del cultiu a finals de la temporada. Les inundacions provoquen que els rius desbordin les seves ribes i alguns animals es desplacen cap a terrenys amb mes alçada. Els nutrients del sòl disminueixen i l'erosió augmenta. La incidència de la malària es mes elevada en zones on la temporada de pluges coincideix amb temperatures altes. Els animals tenen estratègies d'adaptació i supervivència per als règims de major humitat. L'època seca anterior comporta escassetat d'aliments a l'estació humida, ja que els cultius encara no han madurat.
Tot i això, pot ser que les regions dels tròpics no tinguin un clima tropical. Sota la classificació del clima de Köppen, gran part de la zona dels tròpics geogràfics es classifica no com a "tropical", sinó com a "sec" (àrid o semiàrid), incloent el desert del Sahara, el desert d'Atacama i l'Outback d'Austràlia. També hi ha prats alpins i cims nevats, com el Mauna Kea, el Mont Kilimanjaro i els Andes fins al sud de les parts més septentrionals de Xile i el Perú.

## Ecosistemes

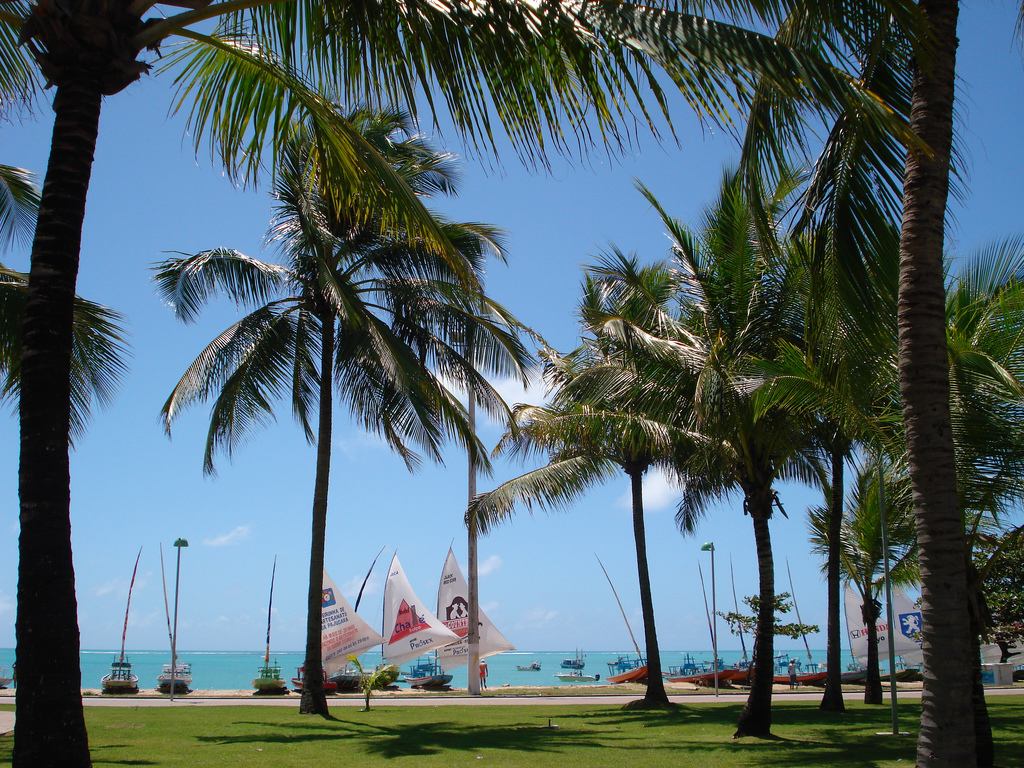
Palmeres de coco al clima tropical i càlid del nord del Brasil

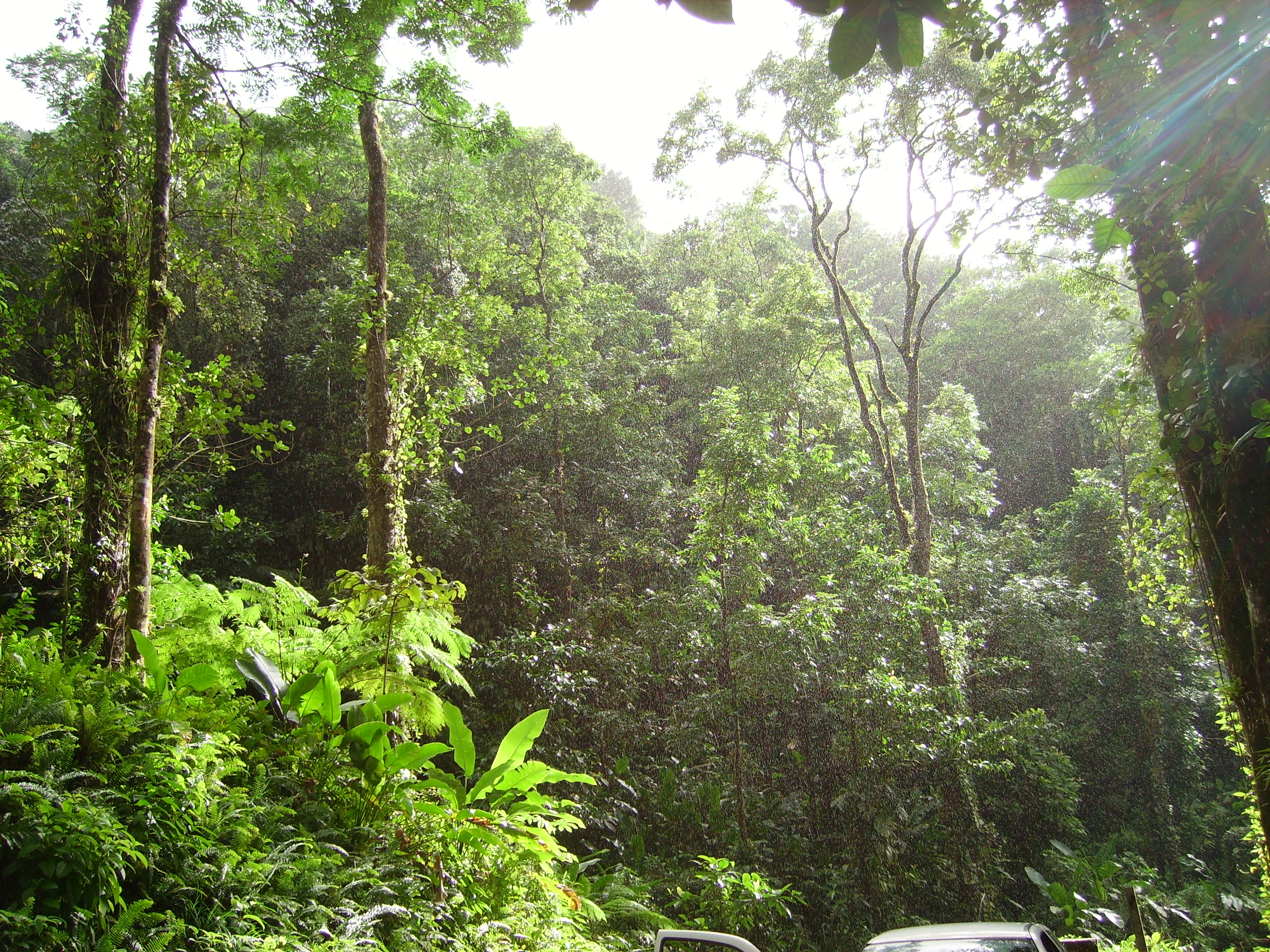
Bosc tropical a prop de Fonds-Saint-Denis, Martinica

Les plantes tropicals i els animals que hi convien són aquelles espècies natives dels tròpics. Els ecosistemes tropicals poden consistir en boscos tropicals, boscos tropicals estacionals, Boscos tropicals i subtropicals (sovint caducifolis), boscos espinosos, deserts i altres tipus d'hàbitat. Sovint hi ha àrees significatives de biodiversitat i hi ha endemisme d'espècies, sobretot a les selves tropicals i als boscos estacionals. Alguns exemples d'importants ecosistemes de biodiversitat i d'alta endemisme són el Bosc nacional d'El Yunque a Puerto Rico, Costa Rica i Nicaragua, els territoris de la Selva amazònica de diversos països sud-americans, els boscos secs de fulla caducifòlia de Madagascar, la Biosfera de Waterberg de Sud-àfrica i les selves tropicals de l'est de Madagascar. Sovint, els sòls dels boscos tropicals tenen un baix contingut en nutrients, cosa que els fa molt vulnerables a les tècniques de desforestació d'artigatge i crema. A vegades esdevenen uns elements que condicionen l'agricultura itinerant dels sistemes agrícoles que els envolten.
En biogeografia, els tròpics es divideixen en paleotròpics (Àfrica, Àsia i Austràlia) i Neotròpics (Carib, Amèrica Central i Amèrica del Sud). Junts, a vegades se'ls coneix com el Pantròpic. No s'ha de confondre la regió Neotropical amb l'ecozona del mateix nom. Al vell món no hi ha aquesta ambigüitat, ja que els paleotròpics corresponen a les ecozones afrotropicals, indomalàianes i, en part, a les ecozones australàsiques i oceàniques.

## Tropicalitat
El terme "Tropicalitat" es refereix a les imatges geogràfiques que moltes persones fora del tròpic tenen d'aquesta regió. La idea de la tropicalitat va guanyar un nou interès pel discurs geogràfic modern quan el geògraf francès Pierre Gourou va publicar Les Pays Tropicaux, a finals dels anys quaranta.
La tropicalitat engloba almenys dues imatges contradictòries. Una és que els tròpics representen un Jardí de l'Edèn, un cel a la Terra. L'alternativa és que els tròpics són primitius i essencialment sense llei. La darrera visió sovint es va discutir en la literatura occidental, més que la primera. L'evidència suggereix que amb el pas del temps la visió més primitiva dels tròpics de la literatura popular s'ha vist suplantada per interpretacions més matisades que reflecteixen canvis històrics en els valors associats a la cultura tropical i a l'ecologia, tot i que algunes associacions primitives són persistents.
Els estudiosos occidentals també van teoritzar sobre els motius pels quals les zones tropicals es consideraven "inferiors" a les regions de l'hemisferi nord. Una explicació popular es va centrar en les diferències climàtiques: les regions tropicals solen tenir un clima molt més càlid que les regions del nord. Aquest tema va portar a alguns estudiosos, entre els quals Gourou, a argumentar que els climes més càlids es relacionen amb poblacions indígenes primitives que mancaven de control sobre la natura, en comparació amb les poblacions del nord que "han dominat la natura".